# أفينير سويس
مؤسسة أفينير سويس Avenir Suisse هي مؤسسة فكرية ليبرالية كلاسيكية في  سويسرا. تركز على الموضوعات المتعلقة بمستقبل سويسرا في المجالات السياسية والاقتصادية والاجتماعية.
هدفها الرئيسي هو تحفيز النقاش العام وتقديم أفكار جديدة من خلال نشر الدراسات وتنظيم ندوات ومؤتمرات بشكل منتظم. وتشجع نشر رؤية ليبرالية للعالم والمجتمع. يتألف فريقها البحثي في الغالب من خريجي كليات الاقتصاد والعلوم السياسية (ويقدر عددهم ب 4 نساء و 14 رجلاً في عام 2019).
وأفينير سويس هي مؤسسة غير ربحية يقع مقرها الرئيسي في زيورخ في سويسرا. وتبلغ الميزانية السنوية للمؤسسة 5 ملايين فرنك سويسري ويبلغ رأس مالها البنكي نحو 50 مليونًا. وجميع إنتاجات المؤسسة مجانية تمامًا في أبحاثها ومحتواها.
تأسست في عام 1999 من قبل 14 من أهم الشركات متعددة الجنسيات السويسرية. وتتلقى التمويل حاليا من أهم الشركات السويسرية وكذلك الأفراد.

## الهيكل التنظيمي
يقع المقر الرئيسي للمؤسسة في زيورخ، أما المكتب الناطق بالفرنسية فيقع في جينيف.
ومن بين الذين شغلوا منصب المدير: بيتر غروننفيلد، غيرهارد شوارتز، توماس هيلد.
ومن بين الذين شغلوا منصب مدير المكتب الناطق بالفرنسية: تيبر أدلر، خافيير كونتيس.
رئيس مجلس الإدارة منذ مايو 2020 هو ميشيل لييس، والذي كان الرئيس التنفيذي السابق لشركة التأمين «سويس أر إي» Swiss RE والرئيس الحالي لمجلس إدارة مجموعة زيورخ للتأمين. وقد حل محل أندرياس شميت الذي كان رئيس مجلس إدارة شركة مطار زيورخ، والذي بدوره حل محل رولف سويرون في عام 2014
يتكون هيكل المؤسسة من:
- المجلس التأسيسي الذي يعتمد الميزانيات والنتائج المالية السنوية ويعين أعضاء مجلس الإدارة.
- اللجنة التوجيهية التي تشرف على المؤسسة وتحضر لاجتماعات المجلس الاستشاري للمؤسسة
- لجنة الترشيح التي تعيّن أعضاء كل اللجان
- لجنة البرنامج التي توصي بالمواضيع والمشروعات البحثية، وتشرف على جودة ومنهجية كل مشروع.
- اللجنة المالية التي تشرف وتراقب على الميزانية والتقارير السنوية والربع سنوية.

## أهداف المؤسسة
وبحسب البيان الرسمي فإن أفينير سويس «تريد المساهمة في تشكيل أفكار جديدة تتعلق بالاقتصاد والسياسة والمجتمع ككل». وهي تتبع «أجندة ليبرالية وتتبنى موقفاً موجهًا للسوق.» ولا تقدم نفسها باعتبارها مقدمة للحلول السياسية، ومن ثم فهي تفترض أنه «لا يمكن أن تكون مهمة الدولة في المقام الأول هي حل المشاكل المدرجة على جدول الأعمال». ومع ذلك، فإن مركز الأبحاث «لا يلعب دورًا نشطًا في عملية الاستشارات السياسية أو حملات التصويت». ولكن ترى مهمتها في تحفيز وتنشيط النقاشات العامة.
تتناول منشورات المؤسسة مواضيع اجتماعية وسياسية واقتصادية مثل الطاقة والبيئة، والسياسات الضريبية، والتدريب المهني، ومدخرات الشيخوخة، أو النظام السياسي ككل. تتعامل المؤسسة أيضًا مع موضوعات حيوية ومحوية أخرى مثل: عمل كبار السن، وسياسة الفرنك القوي، والمساواة المالية بين الكانتونات داخل الفيدرالية السويسرية.

## المنشورات
- «حرية تنقل الأشخاص والتدابير المصاحبة لها» (مايو 2017)
- «أساس متين للهرم العمري» (أبريل 2017)
- «ميزانية الظل الليبرالية» (آذار 2017)
- «التغيير الهيكلي في المنطقة الجبلية السويسرية» (فبراير 2017)
- «NFA 2 - نحو تنشيط الفيدرالية السويسرية» (يناير 2017)
- «منشور جديد على الإنترنت: مؤشر الحرية من مؤسسة أفينير سويس 2016» (ديسمبر 2016)
- «أسطورة العائلة الفضية» (نوفمبر 2016)
- «اختبار التحمل لسياسة الميزانية» (أكتوبر 2016)
- «التجارة بدلاً من الحمائية» (أكتوبر 2016)
- «أسعار الفائدة السلبية: تجربة ذات نتيجة غير مؤكدة» (تموز (يوليو) 2016)
- «سويسرا 1995 - 2035» (يونيو 2016)
- «تدابير جديدة لرعاية المسنين» (يونيو 2016)
- «طرق الخروج من الغابة التنظيمية 2» (آذار (مارس) 2016)
- «النمو - لماذا، وكم وكيف» (يناير 2016)
- «أين سويسرا؟» (يناير 2016)
- «الثنائية - ماذا بعد؟» (ديسمبر 2015)

## روابط خارجية
- الموقع الرسمي لمؤسسة أفينير سويس